# Beqa
Beqa es una isla y un distrito de Fiyi. Pertenece a la División Central y se encuentra a a 10 km de Viti Levu. Puede ser vista desde la capital nacional, la ciudad de Suva.

## Características
Tiene un área de 36 km² y una altura máxima de 462 m s. n. m. Aunque su forma es aproximadamente circular, su literal presenta varias irregularidades. A su alrededor se encuentra una barrera coralina de 68 km. Solo el 12 % de su territorio es apto para la agricultura. Su principal fuente de ingresos es el turismo, pues sus aguas son muy apreciadas para el buceo. En la isla no hay carreteras, pero sí caminos entre las diferentes aldeas.
Está compuesto por nueve aldeas. El principal material de las construcciones de las casas tradicionales son la caña, la madera y el bambú. Los techos de las construicciones actuales son pensados para resistir los huracanes.